# مرکز خرید ۱۰۹

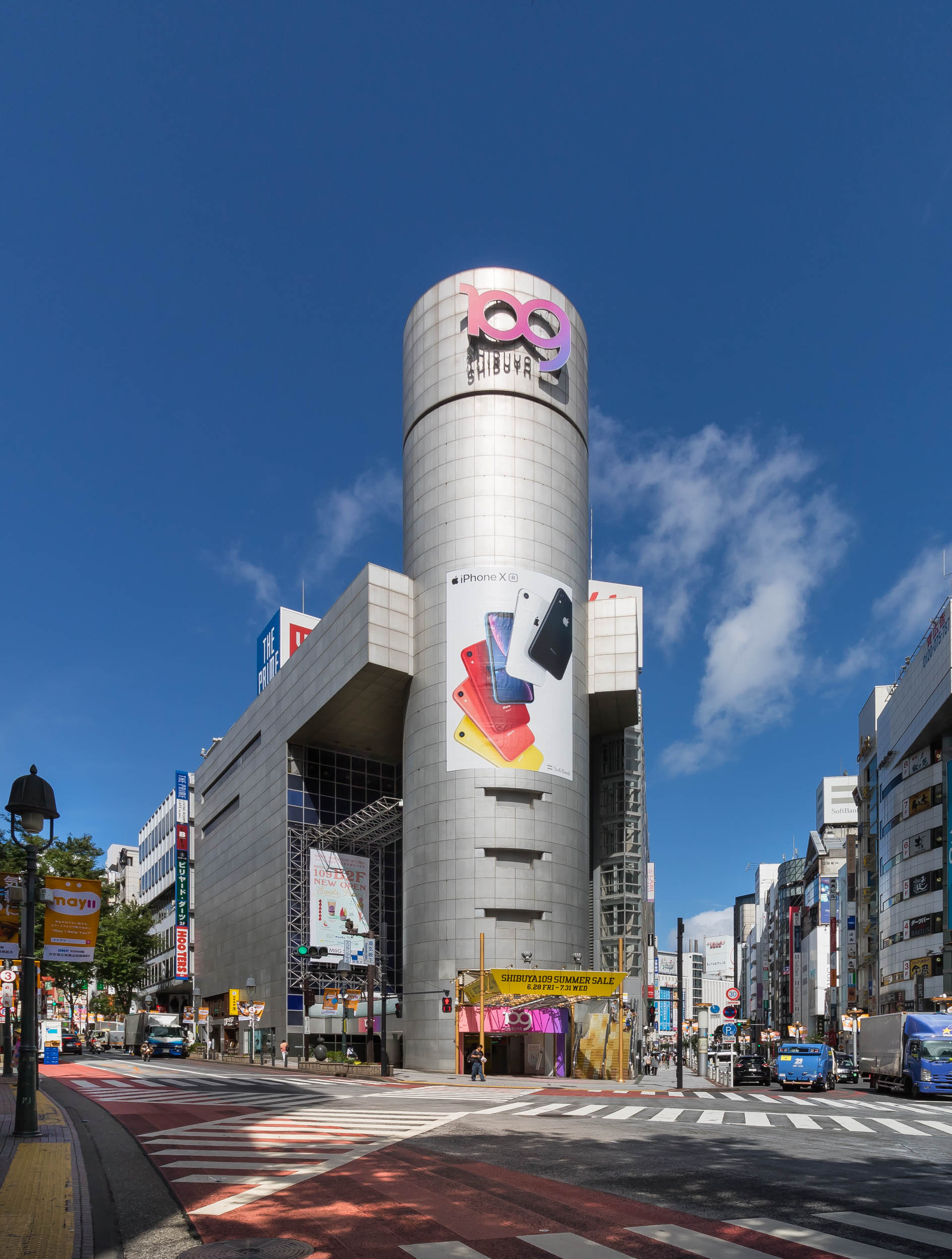
مرکز خرید ایچی-مارو-کیو در شیبویا

فروشگاه ایچی-مارو-کیو (به ژاپنی: 109 Ichi-maru-kyū) نام مرکز خریدی است که چندین شعبه دارد و در ژاپن واقع شده‌است.

## واژه‌شناسی
نام این مرکز خرید از تبدیل کلمه توکیو (東急، Tokyu که با تلفظ شهر توکیو 東京،Tokyo تفاوت دارد) به عدد ۱۰ به ژاپنی تو خوانده می‌شود و عدد ۹ که به ژاپنی کیو خوانده می‌شود، به وجود آمده‌است. سپس ۱۰ تو تبدیل به ایچی به معنی یک و مارو به معنی صفر شده‌است. مناسبت دیگر آن ساعت کار فروشگاه از ۱۰ صبح تا ۹ شب است.

## شعبه‌های ایچی-مارو-کیو ۱۰۹
- ۱۰۹ شیبویا- در سال ۱۹۷۹ میلادی افتتاح شده‌است و در شیبویا واقع شده و دارای دو طبقه در زیرزمین و ۸ طبقه بالاتر از سطح زمین می‌باشد. ۱۲۱ مغازه در داخل مرکز جای گرفته‌اند.
- ۱۰۹ ساختمان شماره ۲ - در شیبویا. ۵۴ مغازه در داخل مرکز جای گرفته‌اند.
- ۱۰۹ کوهرینبو (KOHRINBO 109) - شهر کانازاوا در استان ایشیکاوا. ۷۱ مغازه در داخل مرکز جای گرفته‌اند.
- ۱۰۹ ماچیدا- در ماچیدا. ۵۲ مغازه در داخل مرکز جای گرفته‌اند.
- ۱۰۹ شیزوئوکا- در استان شیزوئوکا. ۷۱ مغازه در داخل مرکز جای گرفته‌اند.
- ۱۰۹ میناتوری- در استان کاناگاوا شهر یوکوهاما، ۷۱ مغازه در داخل مرکز جای گرفته‌اند.